# José Pedro Pérez-Llorca
Pour les articles homonymes, voir Llorca (homonymie).
José Pedro Pérez-Llorca Rodrigo, né le 30 novembre 1940 à Cadix et mort le 6 mars 2019 à Madrid, est un homme politique espagnol. 
Ancien membre de l'Union du centre démocratique (UCD) et des premiers gouvernements démocratiques d'Espagne, il fait partie des sept pères de la Constitution de 1978.

## Biographie

### Formation
Après avoir passé avec succès son bachillerato à Cadix, José Pedro Pérez-Llorca suit des études supérieures de droit à l'université Complutense de Madrid, où il obtient sa licence avec le prix extraordinaire en 1964. Il passe ensuite plusieurs semestres ou trimestres à l'étranger, se perfectionnant notamment en droit constitutionnel.

### Carrière dans la haute administration
En 1965, José Pedro Pérez-Llorca réussit les concours du corps diplomatique et intègre alors le département de conseil juridique international du ministère des Affaires étrangères. Il participe notamment à la gestion de « l'affaire de la Barcelona Traction, Light & Power Company », par laquelle la Cour internationale de justice reconnaît, en 1970, l'existence de droits erga omnes au niveau international.
Il change de corps en 1968, après avoir été reçu au concours du corps des avocats des Cortes Generales, mais quitte l'administration publique dès l'année suivante.

### Activité dans le secteur privé
José Pedro Pérez-Llorca devient aussitôt secrétaire général de la Banca del Noroeste, avant de fonder en 1973 son propre cabinet d'avocats. Il suspend son activité en 1977, la reprenant en 1983. Il participe alors à la création du cabinet García Añoveros & Pérez-Llorca, dont il est le président. Il participe en outre à diverses procédures d'arbitrage et siègent dans plusieurs conseils d'administration.

### Vie politique

#### Un des pères de la Constitution
Élu député de Madrid lors des élections constituantes de 1977, José Pedro Pérez-Llorca est désigné peu après membre du groupe des rapporteurs parlementaires du projet constitutionnel et porte-parole du groupe parlementaire de l'Union du centre démocratique (UCD). Le travail qu'il mène sur la future Loi fondamentale lui vaut, ainsi qu'à ses six collègues rapporteurs, le surnom de « père de la Constitution ».

#### Ministre à trois reprises

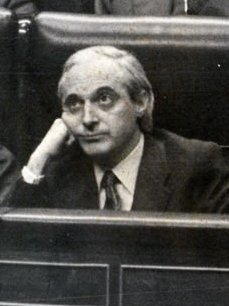
José Pedro Pérez-Llorca en 1982.

Le 6 avril 1979, après avoir été réélu au Congrès des députés, José Pedro Pérez-Llorca est nommé ministre de la Présidence dans le nouveau gouvernement du centriste Adolfo Suárez. Lors du remaniement ministériel opéré par ce dernier le 3 mai 1980, il devient ministre de l'Administration territoriale, un poste qu'il quitte dès le 9 septembre pour celui de ministre des Affaires étrangères.
Il poursuit alors les négociations concernant l'adhésion de l'Espagne à l'OTAN, le nouveau traité de défense avec les États-Unis et poursuit les discussions sur l'entrée du pays dans la Communauté économique européenne (CEE), clôturant six chapitres. Après la très lourde défaite de l'UCD, qui sera dissoute en 1983, aux élections anticipées de 1982, il se retire de la vie politique.

### Mort
José Pedro Pérez-Llorca meurt le 6 mars 2019 à Madrid à l'âge de 78 ans, des suites d'une infection pulmonaire. Il est le cinquième rapporteur du projet constitutionnel à perdre la vie depuis l'entrée en vigueur de la Constitution de 1978.

### Vie privée
José Pedro Pérez-Llorca est marié avec Carmen Zamora et père de deux fils, tous les deux avocats.